# حسین‌آباد (هجر)
حسین‌آباد یک روستا در ایران است که در دهستان هجر در شهرستان صحنه استان کرمانشاه واقع شده‌است. حسین‌آباد ۱۰۴ نفر جمعیت دارد.

## جمعیت
این روستا در بخش مرکزی شهرستان صحنه قرار دارد و براساس سرشماری مرکز آمار ایران در سال ۱۳۸۵، جمعیت آن ۱۰۴ نفر (۲۴ خانوار) بوده‌است.